# بيتر دبليو. هوبكينز
بيتر دبليو. هوبكينز (بالإنجليزية: Peter W. Hopkins)‏ هو محامي وسياسي أمريكي، ولد في 1 فبراير 1826، وتوفي في 7 فبراير 1879. حزبياً، نشط في الحزب الجمهوري. وقد انتخب عضو مجلس ولاية نيويورك.